# Al-Sawda
Al-Sawda (tiếng Ả Rập: السودا, cũng đánh vần Sauda hoặc al-Soda) là một thị trấn ở phía tây bắc Syria, một phần hành chính của Tỉnh Tartus, nằm cách Tartus 15 km về phía đông bắc. Các địa phương lân cận bao gồm Annazah về hướng đông bắc, Maten al-Sahel ở phía tây bắc, Husayn al-Baher về phía tây, Dweir al-Shaykh Saad về phía tây nam, Awaru ở phía nam, Khirbet al-Faras về phía đông nam và Khawabi về phía đông. Theo Cục Thống kê Trung ương Syria, al-Sawda có dân số 4.064 người trong cuộc điều tra dân số năm 2004. Đây là trung tâm hành chính của al-Sawda nahiyah ("tiểu khu") có 27 địa phương với dân số tập thể là 32.925 vào năm 2004. Cư dân chủ yếu là Kitô hữu, của Giáo hội Chính thống Hy Lạp.

## Lịch sử
Tên al-Sawda là tiếng Ả Rập có nghĩa là "màu đen" phản ánh đá bazan đen mà cư dân của al-Sawda trước đây sử dụng để xây dựng các tòa nhà trong thị trấn của họ, bao gồm cả nhà thờ chính. Trong thời kỳ cuối Ottoman, nghề xây dựng bazan đóng vai trò là ngành công nghiệp chính ở al-Sawda, sử dụng tới 400 cư dân vào đầu thời kỳ Pháp ủy. Ngành công nghiệp suy giảm với sự ra đời của xi măng và sắt xây dựng trong khu vực.
Trong thời kỳ Ottoman (1516-1918), trung tâm hành chính của vùng lân cận ("thuộc địa") được đặt tại thị trấn Hồi giáo Sunni và lâu đài thời trung cổ của Khawabi. Vẫn còn một số cấu trúc thời Ottoman cũng như một nhà thờ trong thị trấn. Tuy nhiên, trong thời kỳ Pháp cầm quyền ngay sau khi Ottoman rút khỏi Syria, trung tâm của vùng lân cận đã bị chính quyền Pháp chuyển đến al-Sawda, vì không giống như Khawabi, cư dân của al-Sawda không tham gia cuộc nổi dậy Syria năm 1919 được lãnh đạo bởi Sheikh Salih al-Ali, người được ca ngợi từ khu vực.
Trong thời kỳ Pháp ủy, địa vị của al-Sawda đã vượt qua Khawabi, vì những người thường đi du lịch sau này để giao dịch thương mại thay vào đó là al-Sawda. Trong khi Khawabi nhanh chóng từ chối, al-Sawda trở thành một trung tâm năng động có phòng khám, trường trung học và một loạt các cửa hàng. Tuy nhiên, vào năm 1967, trong giai đoạn đầu của chế độ Baathist ở Syria, trung tâm của mantiqah ("quận") đã được Bộ Nội vụ chuyển đến al-Shaykh Badr, năm 1970 có dân số là 46 (và thiếu về dịch vụ) so với dân số 1.103 của al-Sawda. Ngày nay al-Sawda là trung tâm của một nahiyah ở quận Tartus, trong khi al-Shaykh Badr đã phát triển để trở thành một thị trấn lớn hơn đáng kể và trung tâm của quận al-Shaykh Badr.